# Heriades carinatus
Heriades carinatus är ett solitärt (det vill säga icke samhällsbildande) bi som beskrevs av Cresson 1864. Heriades carinatus ingår i släktet väggbin och familjen buksamlarbin. Inga underarter finns listade.

## Beskrivning
Ett helsvart bi med tunna, ljusa band mellan tergiterna (bakkroppssegmenten). Honan har blekgula polleninsamlingshår på buken. Kroppslängden uppgår till omkring 7 mm.

## Ekologi
Artens flygtid varar från april till augusti, under vilken den besöker blommande växter från familjer likt oleanderväxter (indianhampsläktet), tulkörtsväxter (sidenörter), slideväxter (boveten), järneksväxter (järnekar), ärtväxter (som klövrar och sötväpplingar), rosväxter (som fingerörter, aroniasläktet och hallonsläktet) samt korgblommiga växter (som binkasläktet och korsörtssläktet).
Det förekommer att bona angrips av det kleptoparasitiska pansarbiet Stelis permaculata, vars hona lägger sina ägg där. Larverna äter sedan upp ägget eller dödar värdlarven och lever av det insamlade matförrådet.

## Utbredning
Heriades carinatus förekommer i Nordamerika från British Columbia och Maine söderut till Florida. 